# Bayete
Bayete war eine südafrikanische Musikgruppe um den Sänger und Multiinstrumentalisten Jabu Khanyile. Sie zählte in den 1990er-Jahren zu den bekanntesten Bands des Landes. Ihre Stilrichtung war Mbaqanga.
Khanyile wurde in Soweto geboren und wuchs dort auf. Er sang hauptsächlich auf isiZulu, teilweise auch auf Englisch.

## Auszeichnungen
- 1996: Kora All African Music Awards in der Kategorie Beste Gruppe Südliches Afrika[1]

## Diskografie
- 1984: Bayete
- 1987: Mbombela
- 1990: Hareyeng haye
- 1993: Mmalo-we
- 1995: Umkhaya-Lo
- 1997: Africa Unite
- 1998: Umathimula
- 1999: What about tomorrow